# Talschilling
Talschilling (nach der alten österreichischen Währungseinheit Schilling vor der Euro-Einführung) bezeichnet die Entschädigung, die die illwerke vkw AG an das Paznaun zahlt, um Wasser aus Paznauner Bächen zur Nutzung der Wasserkraft in das Montafon abzuleiten. Die laufende Zahlung gilt als Abgeltung der unmessbaren Schäden.
Über die Verwendung dieser Zahlungen bestimmt der Gemeindeverband Paznaun, dem die Bürgermeister der Gemeinden See, Kappl, Ischgl und Galtür angehören. Dieser ist verpflichtet, für die Geldverwendung ein mindestens fünfjähriges Investitionsprogramm vorzulegen.

## Ableitung von Tiroler Bächen durch die illwerke vkw AG

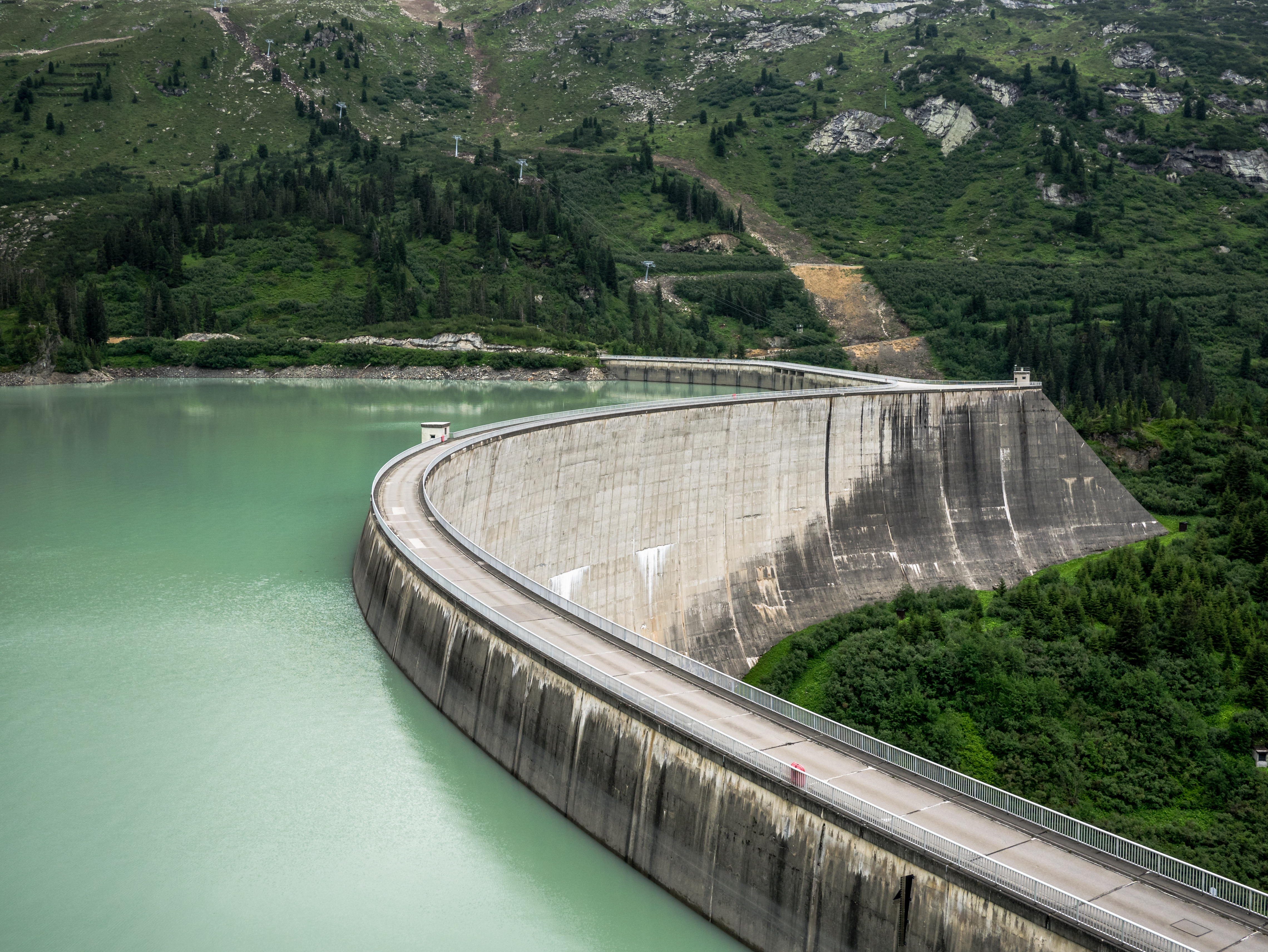
Staumauer des Stausees Kops

Um 1930 begannen die Vorarlberger Illwerke den Bau des Vermuntstausees, der zwar auf Vorarlberger Boden liegt, dessen Nutzrecht jedoch Tirol, genauer gesagt Galtür obliegt. Galtür hatte das Weiderecht bereits Jahrzehnte zuvor nach einem langwierigen Streit von der Engadiner Gemeinde Ardez erworben. Später folgten noch die Bauten von Kops- und Silvrettastausee. Das Wasser, das in diesen Anlagen gespeichert wird, stammt teilweise aus Überleitungen von Tiroler – genauer gesagt Paznauner –  Bächen. Der Talschilling besteht nun aus der einmaligen Entschädigung, die als Ablösung der verschiedenen Grundstücke gezahlt wurden, und jährlichen Zahlungen der illwerke vkw an das Paznaun. 
Die Menschen im inneren Paznaun haben von diesen Überleitungen ebenfalls einen bedeutenden Nutzen davongetragen. In der Galtürer Dorfchronik ist nachzulesen, wie viele verheerende Hochwasser es früher gegeben hat. Diese Gefahr wurde durch die Wasserüberleitungen größtenteils gebannt. Als Nachteil wird gesehen, dass die Bergwelt rund um Galtür optisch einige Veränderungen hinnehmen musste. Die Stauseen und auch die Silvrettastraße haben jedoch auch viele Gäste nach Galtür gelockt und sind daher für den Tourismus von großer Bedeutung. Diese Einnahmen waren sehr wichtig für die Entwicklung des Dorfes. Obwohl die Entschädigungen, die direkt von der illwerke vkw AG gezahlt wurden (und noch werden) eher gering sind, war der Bau der Elektrizitätswerke finanziell trotzdem ein Erfolg für das Paznaun.